# Givi Gaurgašvili
Givi Gaurgašvili, (rusky Гиви Гаургашвили), (23. dubna 1969, Čeljabinsk, Ruská SFSR – 13. ledna 1993, Čeljabinsk) byl reprezentant Sovětského svazu a krátce i Ruska v judu.

## Osobní život
Syn ruské matky a gruzínského otce vyrůstal po rozvodu rodičů s matkou v Čeljabinsku.
V roce 1993 byl nešťastnou náhodou zastřelen svým známým, kterému chtěl rukama domluvit. Bylo mu necelých 24 let.

## Kariéra
Již v mladém věku se stal členem sovětské reprezentace. Svojí výkonnost potvrdil na mistrovství Evropy v roce 1991 kde vybojoval stříbrnou medaili.
Na olympijských hrách v Barceloně v roce 1992 nestartoval. Místo něj reprezentoval Společenství nezávislých států Dmitrij Sergejev.
Jeho kariéru a život ukončila nešťastná událost v roce 1993.